# Palmolive
Palmolive es una línea de productos para el cuidado vendida en más de 100 países por la empresa Colgate-Palmolive. También es la responsable de fabricar botes de jabones para otras compañías. 
En 1898 en Milwaukee, Wisconsin, Caleb Johnson lanza un jabón de tocador con ingredientes de oliva y palma, unos de los principales suavizantes para la piel, los cuales unidos (palm + olive), conformarían el nombre del jabón "Palmolive". En 1928 la empresa Colgate se fusiona con Palmolive-Peet, fundando así la compañía "Colgate-Palmolive-Peet Company". Para 1953 se suprimió el nombre de "Peet" quedando con la razón social actual Colgate-Palmolive.

## Productos
La línea del cuidado personal se compone por:  
Cuidado para el cabello
| Tipo              | Marca     | Categoría | Variante             | Diferenciador                        |
| ----------------- | --------- | --------- | -------------------- | ------------------------------------ |
| Shampoo           | Palmolive | Caprice   | Fashion Girl         | con brillos                          |
| Shampoo           | Palmolive | Caprice   | Amazonia             | Nuez de Brasil                       |
| Shampoo           | Palmolive | Caprice   | Naturals             | Chabacano                            |
| Shampoo           | Palmolive | Caprice   | Naturals             | Herbal                               |
| Shampoo           | Palmolive | Caprice   | Naturals             | Frutas                               |
| Shampoo           | Palmolive | Caprice   | Naturals             | Manzana                              |
| Shampoo           | Palmolive | Caprice   | Especialidades       | Caída Resist                         |
| Shampoo           | Palmolive | Caprice   | Especialidades       | Antiesponjado                        |
| Shampoo           | Palmolive | Caprice   | Especialidades       | Acti Ceramidas                       |
| Shampoo           | Palmolive | Caprice   | Especialidades       | Maxi Gloss                           |
| Shampoo           | Palmolive | Caprice   | Especialidades       | Plus 2 en 1                          |
| Shampoo           | Palmolive | Caprice   | Especialidades       | Fuerza y Vitalidad                   |
| Shampoo           | Palmolive | Caprice   | Especialidades       | Rizos Definidos (Aloe)               |
| Shampoo           | Palmolive | Caprice   | Especialidades       | Anticaspa 2 en 1 Citrus              |
| Shampoo           | Palmolive | Caprice   | Especialidades       | Anticaspa Regular                    |
| Shampoo           | Palmolive | Caprice   | Especialidades       | Pro V                                |
| Shampoo           | Palmolive | Optims    | Nivel                | #2 Acondicionamiento medio           |
| Shampoo           | Palmolive | Optims    | Nivel                | #3 Acondicionamiento intensivo       |
| Shampoo           | Palmolive | Optims    | Nivel                | #4 Acondicionamiento extra intensivo |
| Shampoo           | Palmolive | Optims    | Tipos de cabello     | Liso                                 |
| Shampoo           | Palmolive | Optims    | Tipos de cabello     | Rizado                               |
| Shampoo           | Palmolive | Optims    | Soluciones           | Caída Resist                         |
| Shampoo           | Palmolive | Optims    | Soluciones           | Puntas Perfectas                     |
| Shampoo           | Palmolive | Optims    | Soluciones           | Anticaspa Oxygen                     |
| Shampoo           | Palmolive | Kids      | 2 en 1               | Cereza                               |
| Shampoo           | Palmolive | Kids      | 2 en 1               | Manzana                              |
| Shampoo           | Palmolive | Kids      | 2 en 1               | Durazno                              |
| Shampoo           | Mennen    | Suave     | Regular              | Miel y Manzanilla                    |
| Shampoo           | Mennen    | Suave     | Regular              | Proteína 2 en 1                      |
| Shampoo           | Mennen    | Suave     | Regular              | Jojoba 2 en 1                        |
| Shampoo           | Alert     | Anticaspa | Regular              | Uso diario                           |
| Shampoo           | Alert     | Anticaspa | Acción hidratante    | Cabello Seco                         |
| Shampoo           | Alert     | Anticaspa | Acción hidratante    | Cabello Normal                       |
| Shampoo           | Alert     | Anticaspa | Acción hidratante    | 2 en 1                               |
| Shampoo           | Alert     | Anticaspa | Acción hidratante    | Citrus                               |
| Shampoo           | Alert     | Anticaspa | Acción hidratante    | Aloe                                 |
| Acondicionador    | Palmolive | Caprice   | Amazonia             | Nuez de Brasil                       |
| Acondicionador    | Palmolive | Caprice   | Clásico              | Papaya                               |
| Acondicionador    | Palmolive | Caprice   | Clásico              | Rosas                                |
| Acondicionador    | Palmolive | Caprice   | Clásico              | Frutas                               |
| Acondicionador    | Palmolive | Caprice   | Especialidades       | Caída Resist                         |
| Acondicionador    | Palmolive | Caprice   | Especialidades       | Antiesponjado                        |
| Acondicionador    | Palmolive | Caprice   | Especialidades       | Acti Ceramidas                       |
| Acondicionador    | Palmolive | Caprice   | Especialidades       | Maxi Gloss                           |
| Acondicionador    | Palmolive | Caprice   | Especialidades       | Fuerza y Vitalidad                   |
| Acondicionador    | Palmolive | Caprice   | Especialidades       | Rizos Definidos (Aloe)               |
| Acondicionador    | Palmolive | Caprice   | Especialidades       | Pro V                                |
| Acondicionador    | Palmolive | Caprice   | Especialidades       | Miel y Germen de Trigo               |
| Acondicionador    | Palmolive | Optims    | Tipos de cabello     | Liso                                 |
| Acondicionador    | Palmolive | Optims    | Tipos de cabello     | Rizado                               |
| Acondicionador    | Palmolive | Optims    | Soluciones           | Caída Resist                         |
| Acondicionador    | Palmolive | Optims    | Soluciones           | Puntas Perfectas                     |
| Crema para peinar | Palmolive | Caprice   | Amazonia             | Nuez de Brasil                       |
| Crema para peinar | Palmolive | Caprice   | Especialidades       | Antisponje                           |
| Crema para peinar | Palmolive | Caprice   | Especialidades       | Acti ceramidas                       |
| Crema para peinar | Palmolive | Caprice   | Especialidades       | Aloe Vera                            |
| Crema para peinar | Palmolive | Caprice   | Especialidades       | Citrus                               |
| Crema para peinar | Palmolive | Caprice   | Especialidades       | Pro V                                |
| Crema para peinar | Palmolive | Caprice   | Especialidades       | Maxi Gloss                           |
| Crema para peinar | Palmolive | Caprice   | Especialidades       | Control Quiebre                      |
| Crema para peinar | Palmolive | Optims    | Tipos de cabello     | Liso                                 |
| Crema para peinar | Palmolive | Optims    | Tipos de cabello     | Rizado                               |
| Crema para peinar | Palmolive | Optims    | Soluciones           | Caída Resist                         |
| Crema para peinar | Palmolive | Optims    | Soluciones           | Puntas Perfectas                     |
| Crema para peinar | Wildroot  | Cera      | Todo tipo de cabello | Sólida                               |
| Crema para peinar | Wildroot  | Cera      | Todo tipo de cabello | Líquida                              |
| Spray             | Palmolive | Caprice   | Naturals             | Sábila                               |
| Spray             | Palmolive | Caprice   | Naturals             | Algas                                |
| Spray             | Palmolive | Caprice   | Naturals             | Mandarina                            |
| Spray             | Palmolive | Caprice   | Naturals             | Kiwi                                 |
| Spray             | Palmolive | Caprice   | Especialidades       | Acti Ceramidas                       |
| Spray             | Palmolive | Caprice   | Especialidades       | ADN                                  |
| Spray             | Palmolive | Caprice   | Especialidades       | Protección de color                  |
| Spray             | Palmolive | Caprice   | Especialidades       | Citrus                               |
| Spray             | Palmolive | Optims    | Nivel                | Control Extra                        |
| Gel               | Fixion    | Caprice   | Especialidades       | Algas                                |
| Gel               | Fixion    | Caprice   | Especialidades       | Antro                                |
| Gel               | Fixion    | Caprice   | Especialidades       | Clear                                |
| Gel               | Fixion    | Caprice   | Especialidades       | Sábila                               |
| Tratamientos      | Palmolive | Caprice   | Regular              | Todo tipo de cabello                 |
| Tratamientos      | Palmolive | Caprice   | Tipo de cabello      | Rizado                               |
| Brillantina       | Palmolive | Naturals  | Tipos                | Líquida                              |
| Brillantina       | Palmolive | Naturals  | Tipos                | Sólida                               |
| Mousse            | Palmolive | Naturals  | Regular              | Todo tipo de cabello                 |

Cuidado para la piel
| Tipo                   | Marca                  | Variante                                      |
| ---------------------- | ---------------------- | --------------------------------------------- |
| Gel Antibacterial      | Protex                 | Balance                                       |
| Jabón en barra         | Protex                 | Balance                                       |
| Jabón en barra         | Protex                 | Fresh                                         |
| Jabón en barra         | Protex                 | Cream                                         |
| Jabón en barra         | Palmolive Naturals     | Oliva y aloe                                  |
| Jabón en barra         | Palmolive Naturals     | Leche y pétalos de rosa                       |
| Jabón en barra         | Palmolive Naturals     | Citrus & Cream                                |
| Jabón en barra         | Palmolive Naturals     | Manzanilla y vitamina E                       |
| Jabón en barra         | Palmolive Naturals     | Avena y azúcar morena                         |
| Jabón en barra         | Palmolive Naturals     | Menta y eucalipto                             |
| Jabón en barra         | Palmolive Naturals     | Yogur & Fruits                                |
| Jabón en barra         | Palmolive Naturals     | Glicerinado té cereza                         |
| Jabón en barra         | Palmolive Naturals     | Glicerinado té manzanilla                     |
| Jabón en barra         | Palmolive Naturals     | Glicerinado té naranja                        |
| Jabón en barra         | Palmolive Aroma        | Energía                                       |
| Jabón en barra         | Palmolive Aroma        | Relax                                         |
| Jabón en barra         | Palmolive Amazonia     | Vitalidad Guaraná y Andiroba                  |
| Jabón en barra         | Palmolive Amazonia     | Exfoliante nuez de Brasil y semilla de linaza |
| Jabón en barra         | Palmolive Nutri-Milk   | Con humectantes                               |
| Jabón en barra         | Palmolive Nutri-Milk   | Exfoliante-Jojoba                             |
| Jabón en barra         | Palmolive Nutri-Milk   | Doble humectante                              |
| Jabón en barra         | Nordiko                | Original                                      |
| Jabón en barra         | Nordiko                | Icy Blast                                     |
| Jabón en barra         | Nordiko                | Fresh Explotion                               |
| Jabón en barra         | Palmolive              | Neutro Balance                                |
| Jabón en barra         | Palmolive              | Clásico                                       |
| Shower Gel             | Palmolive Naturals     | Oliva y aloe                                  |
| Shower Gel             | Palmolive Naturals     | Citrus & Cream                                |
| Shower Gel             | Palmolive Naturals     | Menta y eucalipto                             |
| Shower Gel             | Palmolive Naturals     | Yogur & Fruits                                |
| Shower Gel             | Palmolive Naturals     | Antibacterial                                 |
| Shower Gel             | Palmolive Naturals     | Aquarium                                      |
| Shower Gel             | Palmolive Aroma        | Energía                                       |
| Shower Gel             | Palmolive Aroma        | Relax                                         |
| Shower Gel             | Palmolive Nutri-Milk   | Con humectantes                               |
| Shower Gel             | Palmolive Nutri-Milk   | Doble humectante                              |
| Crema corporal líquida | Palmolive Hydra Natura | Piel normal                                   |
| Crema corporal líquida | Palmolive Hydra Natura | Piel seca                                     |
| Crema corporal líquida | Palmolive Hydra Natura | Piel seca yogur & fruits                      |
| Crema corporal líquida | Palmolive Hydra Natura | Piel extra seca                               |
| Crema corporal líquida | Palmolive Hydra Natura | Reafirmante                                   |
| Crema corporal líquida | Palmolive              | Neutro Balance                                |
| Crema corporal sólida  | Palmolive              | Hydra Natura                                  |
| Crema corporal sólida  | Palmolive              | Neutro Balance                                |
| Crema para manos       | Palmolive Hydra Natura | Manos perfectas                               |